# Xanthopimpla australis
Xanthopimpla australis är en stekelart som beskrevs av Krieger 1899. Xanthopimpla australis ingår i släktet Xanthopimpla och familjen brokparasitsteklar.

## Underarter
Arten delas in i följande underarter:
- X. a. basimacula
- X. a. micholitzi